# 956
956 كانت سنة كبيسة تبدأ يوم الثلاثاء حسب التقويم اليولياني.

## أحداث

### حسب المكان

#### الإمبراطورية البيزنطية
الصيف
سبتمبر - أكتوبر

#### أوروبا
16 يونيو

## مواليد
- أحمد بن علي الباغائي
- محمد بن بكر الفرسطائي